# Рашевський Іван Григорович
Іва́н Григо́рович Раше́вський (*27 січня 1849, Чугуїв Зміївського повіту Харківської губернії, Російська імперія — †21 липня 1921, Чернігів, УСРР) — український художник, скульптор, критик, мистецтвознавець. Директор Чернігівського музею українських старожитностей Василя Тарновського, один із засновників Чернігівської публічної бібліотеки, лобіст встановлення першого пам'ятника Тарасові Шевченку в Чернігові.

## Життєпис
Народився 27 січня 1849 року в Чугуєві на Харківщині. Оскільки родина Рашевських мала маєток у селі Осняки на Чернігівщині, більша частина життя художника була пов'язана саме з Гетьманщиною.
У 1873 році, закінчивши юридичний факультет Київського університету Св. Володимира, вступив до Петебурзької академії мистецтв вільним слухачем. Вчителем з фаху був художник-пейзажист, академік Лев Лагоріо; тоді ж Рашевський відвідує Париж. 1875 полишає Академію та повертається в Україну, до Чернігова.
У 1876–1879 роках — член Чернігівської земської управи, також працює мировим суддею. Брав активну участь у численних виставках у Києві, Санкт-Петербурзі, Чернігові. Займався колекціонуванням. Його збірка включала, поміж іншого, полотна Іллі Рєпіна, Василя Сурикова, Михайла Жука, а також предмети декоративно-ужиткового мистецтва. У 1908 році Рашевський вирушив на відпочинок за кордон, а свій маршрут від Чорного моря до Греції відобразив у картинах, створених під час подорожі: «Боспор» (1908), «В’язниця Сократа» (1908) та інші.
1912 стає зберігачем, згодом — директором Чернігівського музею українських старожитностей Василя Тарновського.
Останні роки життя присвятив праці над затвердженим проєктом пам'ятника Т. Г. Шевченку для Чернігова.

І. Г. Рашевський. Проєкт пам'ятника Т. Г. Шевченку для Чернігова, 1921. Дерево, віск. Національний музей Тараса Шевченка, Київ

У розгалуженого роду Рашевських було кілька будинків у Чернігові. Найбільш красивим з них був будинок в урочищі Рашевщина — через напрочуд вдалу архітектуру, художнє оформлення та дбайливо розбитий сад садиба отримала назву «Чернігівська Швейцарійка». Покажчик часів Російської імперії з рекомендаціями про огляд пам'яток Чернігова виносив садибу Рашевських як одну з обов'язкових до першочергового огляду при відвідинах міста. Здогадно, над проєктом будинку працював сам Іван Рашевський.

Будинок у Чернігові за адресою проспект Миру, 116, де жив Іван Григорович Рашевський

Помер у ніч з 20 на 21 липня 1921 року, був похований на цвинтарі Вознесенської церкви (могила втрачена).

Некролог про смерть Івана Рашевського (орфографія оригіналу):
«Губполитпросвет извещает, что в ночь с 20-е на 21-е июля с/г скончался художник, завед. 1-м Советским Украинским музеем РАШЕВСКИЙ Иван Григорьевич. Погребение 22-го июля в 8 ½ час вечера на погосте Вознесенской церкви»

## Творчий доробок

І. Г. Рашевський. Портрет поета Миколи Вербицького-Антіоха

Загалом у поданому Українською академією образотворчих мистецтв каталозі творів Івана Григоровича Рашевського зазначено понад 170 позицій. Під час Німецько-радянської війни багато творів І. Г. Рашевського було втрачено, наразі відомо про близько 40 робіт, які зберігаються у Національному художньому музеї України, Національному музеї Тараса Шевченка, а також у чернігівських музеях та приватних колекціях.
Відомі полотна Рашевського: «По Десні» (1889), «Десна», «До іспиту», «Ставок у саду» (1892), «У селянській хаті», «На Спаса» (1900); скульптури — «Портретна скульптура музиканта Длуського» (1889), «Поприщин» (1892), кілька проєктів пам'ятника Т. Шевченку (1921) тощо.

## Пам'ять
- Від 1990 року істориками виносилися пропозиції про реставрацію та відновлення будинку Рашевського за адресою просп. Миру, 116 задля створення у його приміщенні музею «І. Рашевський та Рашевські» й молодіжного культурологічного клубу-кафе «У Рашевського». Незважаючи на неодноразові звернення до експертних комісій та наявність висновків про унікальність споруди як історичної та архітектурної пам'ятки (з 21 листопада 1975 року входить до охоронної зони меморіалу «Рашевщина»; з 1979 року визнана пам'яткою), 2003 року будинок Рашевського фактично перестав існувати[3].

- Про особу І. Г. Рашевського нагадує урочище Рашевщина, на території якого розташовується садиба з руїнами будинку художника.

- У 2016 році іменем Івана Рашевського названо вулицю у Чернігові[5].